# Seljord
Seljord est une commune de Norvège, située dans le comté (fylke) du Telemark. Elle borde les kommuner de Tinn au nord, Hjartdal, Notodden et Bø à l'est, Tokke et Vinje à l'ouest.

## Démographie
Seljord compte 2 933 habitants au 1er janvier 2007.

## Géographie
Seljord s'étend sur 711 km2. Son point culminant est Brattefjell (1 541 m).

## Administration
Le maire de Seljord est John Kleivstaul[Quand ?] (Senterpartiet - Parti centriste, Agrarien).

## Économie et Tourisme

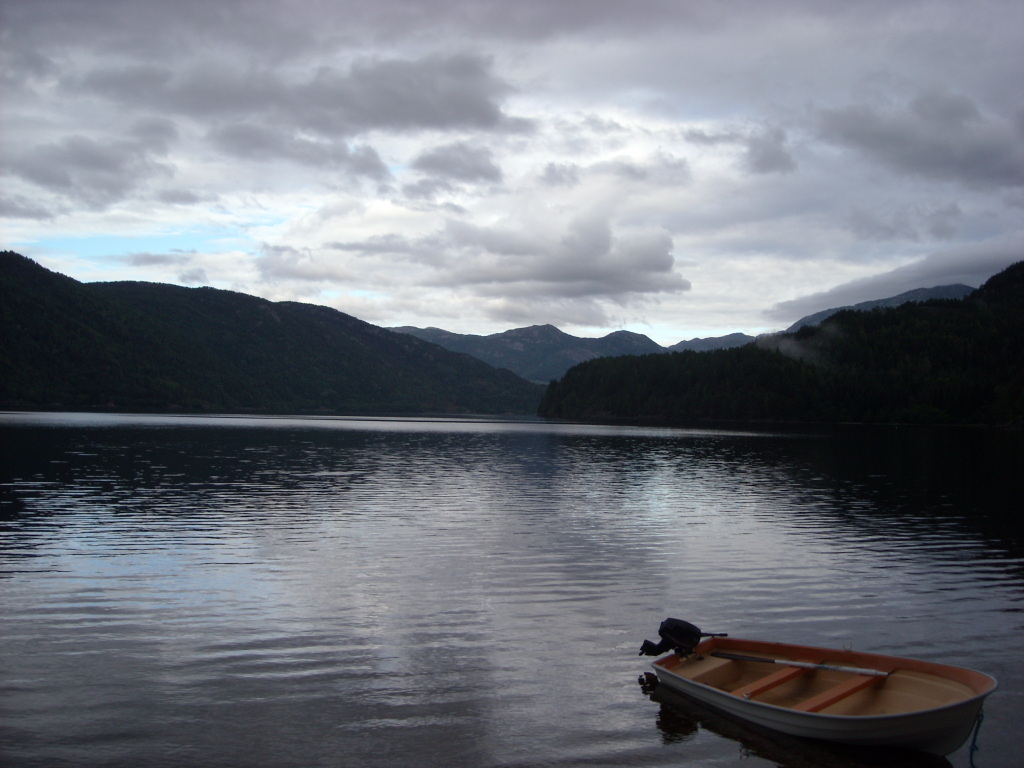
Le lac de Seljord

Seljord se trouve au bord du lac de Seljord qui, selon la légende, abrite un monstre marin qui attire beaucoup de touristes.
La foire agricole Dyrsku'n existe depuis 1866 et attire 60 à 80 000 visiteurs le second week-end de septembre.